# Leonard Sempoliński

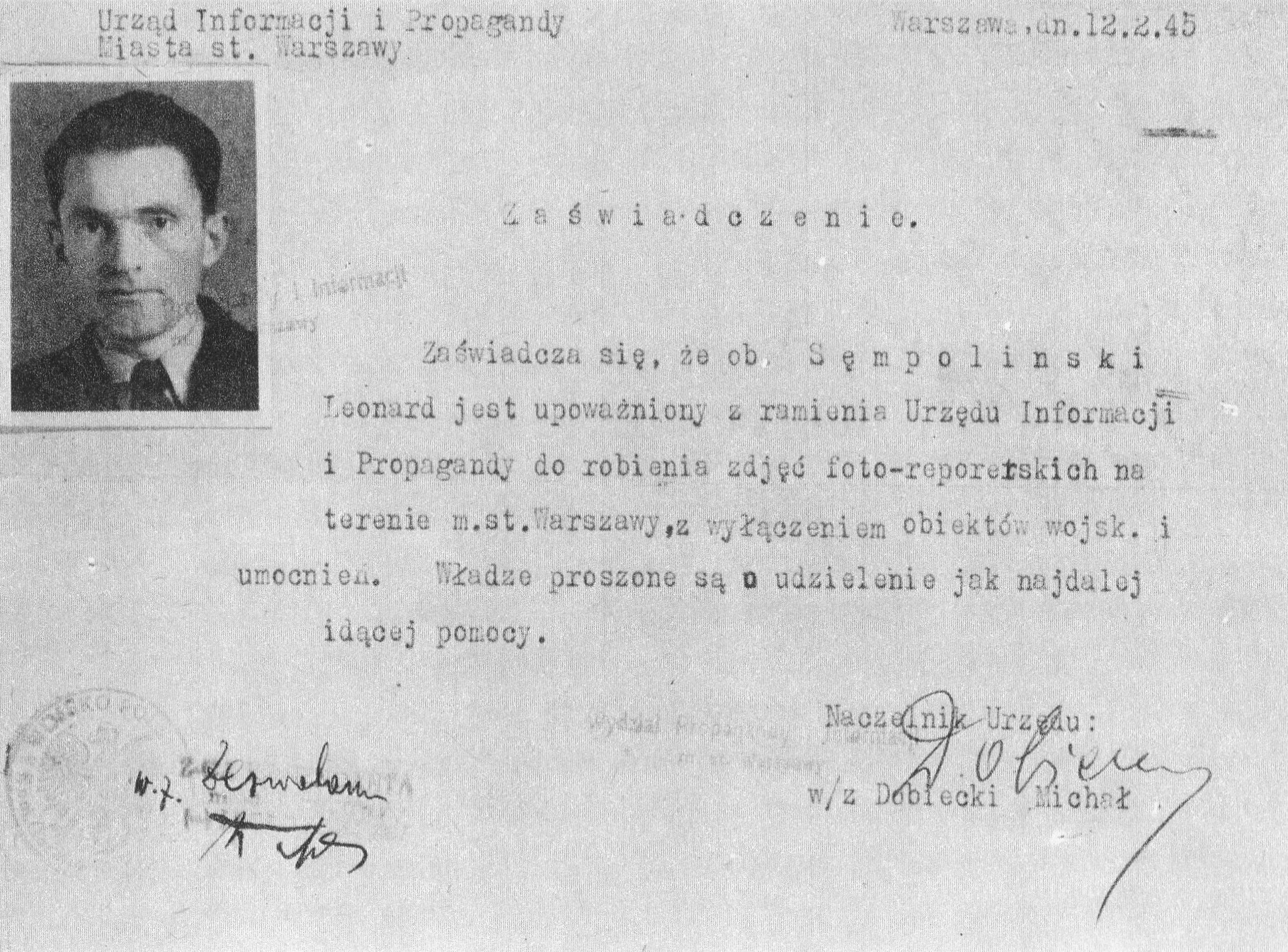
Zezwolenie władz miejskich na fotografowanie Warszawy wydane Leonardowi Sempolińskiemu 12 lutego 1945

Leonard Sempoliński (ur. 4 listopada 1902 w Warszawie, zm. 28 października 1988 tamże) – fotograf, malarz, jeden z członków założycieli Związku Polskich Artystów Fotografików (nr legitymacji 12). W 1957 roku otrzymał tytuł Excellence FIAP (EFIAP).

## Życiorys
Dzieciństwo i młodość spędził w warszawskiej, robotniczej dzielnicy Wola. W czasie I wojny światowej, dla utrzymania rodziny, zajmował się wyrabianiem drewnianych łyżek. Fotografować zaczął w wieku 15 lat.
W 1917 ukończył Szkołę Towarzystwa Kredytowego m.st. Warszawy na Woli, a następnie podjął studia w Szkole Sztuk Pięknych pod okiem Władysława Skoczylasa. Przerwał je w roku 1920, zgłaszając się na ochotnika do wojska, z chęcią udziału w wojnie polsko-bolszewickiej.
W latach 1922 i 1923 uczęszczał do Miejskiej Szkoły Sztuk Zdobniczych im. Wojciecha Gersona. Między rokiem 1918 a 1936 pracował w różnych zakładach warszawskich jako elektrotechnik, zakładając m.in. linie telefoniczne, a w latach 1936–1942 jako kierownik techniczno-gospodarczy w spółce „Franaszek”, zajmującej się handlem materiałami fotograficznymi. W tym czasie fotografią zajmował się jedynie amatorsko. Oficjalną karierę fotograficzną rozpoczął w roku 1938, biorąc udział w zorganizowanej przez Jana Bułhaka wystawie „Piękno Wilna i Ziemi Wileńskiej”.
II wojnę światową przeżył w Warszawie, a powstanie warszawskie na Starym Mieście. Był tam świadkiem eksplozji „czołgu pułapki” na ul. Kilińskiego i uczestniczył w grzebaniu szczątków ofiar. Po upadku Starego Miasta trafił do obozu przejściowego przy kościele św. Stanisława Biskupa, a stamtąd do obozu przejściowego w Pruszkowie. Po uwolnieniu przebywał na krótko w Podkowie Leśnej. Wrócił do Warszawy 18 stycznia 1945 i zamieszkał wraz z rodziną na warszawskiej Pradze. W lutym 1945 uzyskał zezwolenie na fotografowanie zniszczonego miasta.
W dniu 10 lutego 1946 w mieszkaniu Sempolińskiego przy ulicy Walecznych 27 na Saskiej Kępie zawiązał się Polski Związek Artystów Fotografików, przekształcony później w ZPAF. Tam też nowe stowarzyszenie miało swoją tymczasową siedzibę. W 1947 Leonard Sempoliński założył Polskie Towarzystwo Fotograficzne. Krótko potem zamknął swój sklep i podjął pracę w Warszawskich Zakładach Fotochemicznych. Zrezygnował z niej po niedługim czasie na rzecz samodzielnej działalności artystyczno-fotograficznej. W latach 1951–1956 pełnił funkcję prezesa ZPAF.
W swojej karierze fotograficznej podejmował różną tematykę: tworzył dokumentację fotograficzną wielu miast i ich okolic, realizował cykle krajobrazowe, zajmował się fotografią reportażową, eksperymentalną i artystyczną. Oprócz tego malował, rysował, konstruował radia i aparaty fotograficzne. W fotografii był zwolennikiem realizmu, stawiając przed nią zadanie odtwarzania świata takim, jakim jest. Rozgłos przyniosła mu jego pierwsza indywidualna wystawa w 1969 r., prezentująca cykl fotografii ruin Warszawy w 1945. Kontrapunktem dla niej stał się cykl ilustrujący odbudowywaną i budowaną na nowo Warszawę: Stare Miasto, Marszałkowską Dzielnicę Mieszkaniową i Pałac Kultury i Nauki. W latach 60. i 70. powstały niezwykle dziś cenne serie fotografii, obecnie najczęściej już nieistniejących, peryferyjnych, ubogich dzielnic Warszawy.
Był ojcem malarza Jacka Sempolińskiego.

## Nagrody i odznaczenia
- Krzyż Kawalerski OOP
- Medal 10-lecia PRL
- Nagroda Miasta Stołecznego Warszawy
- Odznaka „Zasłużony Działacz Kultury"
- Odznaka tytułu honorowego „Zasłużony dla Kultury Narodowej” (1987)[8]
- Srebrna Odznaka PTTK „Fotograf Krajoznawca Polski” (1973)
- Medal 40-lecia ZPAF (1987)
- Członek Honorowy ZPAF (1956)
- Członek Honorowy Warszawskiego Towarzystwa Fotograficznego
- Honorowe tytuły: Artysta FIAP - AFIAP oraz Excellence FIAP - EFIAP